# Marek Valenta
Marek Alfred Valenta (ur. 21 września 1947 w Krakowie, zm. 3 listopada 2023 w Krakowie, pochowany na Cmentarzu Rakowickim) – polski doktor inżynier informatyk, wykładowca akademicki, menedżer, działacz w środowisku zawodowym, harcmistrz, kapitan jachtowy.

## Życiorys

### Wykształcenie
Po maturze w 1965 rozpoczął studia na Wydziale Elektrotechniki Górniczej i Hutniczej AGH, które ukończył w 1971 z tytułem magistra inżyniera ze specjalnością automatyka i telemechanika. W 1976 uzyskał stopień doktora nauk technicznych.

### Praca zawodowa
W 1975 został asystentem w Zakładzie Informatyki Instytutu Informatyki i Automatyki Wydziału Elektrotechniki, Automatyki i Elektroniki AGH, gdzie latach 1985–1988 był wicedyrektorem Instytutu.
Główne obszary zainteresowań naukowych to: inżynieria oprogramowania, systemy baz danych, modelowanie baz danych, sztuczna inteligencja ze szczególnym uwzględnieniem metod reprezentacji wiedzy i systemy ekspertowe oraz prawne aspekty procesów informacyjnych. Zajmował się też interdyscyplinarnymi pracami badawczymi w zakresie medycyny.
Był inicjatorem powstania w Akademii Górniczo-Hutniczej Studiów Podyplomowych „Systemy Baz Danych” i ich Kierownikiem przez kilkanaście lat. W latach 1994–2012 był wicedyrektorem oraz p.o. dyrektora Uczelnianego Centrum Informatyki.
Dodatkowo przez wiele lat był pracownikiem badawczo-naukowym w Wyższej Szkole Zarządzania i Bankowości w Krakowie, gdzie w latach 2016–2017 pełnił funkcję Prodziekana ds. Kierunku Informatyka. 
W 2012 przeszedł na emeryturę, będąc nadal aktywny w pracach Instytutu.  Zmarł 3 listopada 2023 w Krakowie, pochowany został na Cmentarzu Rakowickim.

### Działalność w środowisku zawodowym
Marek Valenta od 1984 roku był członkiem, a od 2014 Członkiem Honorowym Polskiego Towarzystwa Informatycznego. W kadencjach 1990–1993 oraz 2002–2005 był członkiem Zarządu Głównego PTI, w latach 2011–2014 członkiem Głównego Sądu Koleżeńskiego PTI. W 1999 reaktywował Oddział Małopolski PTI, gdzie następnie był wielokrotnie jego Prezesem, a następnie Skarbnikiem. 

### Działalność w środowisku harcerskim
Harcmistrz. W latach 1964–1967 drużynowy, w 1969-1973 komendant szczepu „Żurawie” w ZHP. W latach 1975–1982 kierował wyszkoleniem żeglarskim Chorągwi Krakowskiej ZHP, mając stopień kapitana jachtowego.

## Publikacje
Wykaz publikacji jest zamieszczony w bazie danych publikacji pracowników AGH.

## Odznaczenia i wyróżnienia
- Nagroda Rektora AGH (16 razy),
- Medal Komisji Edukacji Narodowej,
- Krzyż „Za Zasługi dla ZHP”,
- Srebrny Krzyż Zasługi (1998)[10]
- Złoty Krzyż Zasługi (2011)[11]
- Medal 70-lecia Polskiej Informatyki – przyznany przez Kapitułę PTI (2018)[12].